# (2909) Hoshi-no-ie
(2909) Hoshi-no-ie (1983 JA) – planetoida z pasa głównego asteroid okrążająca Słońce w ciągu 5,25 lat w średniej odległości 3,02 j.a. Odkryta 9 maja 1983 roku.